# Morro da Fumaça (ort)
Morro da Fumaça är en ort i Brasilien.   Den ligger i kommunen Morro da Fumaça och delstaten Santa Catarina, i den södra delen av landet, 1 400 km söder om huvudstaden Brasília. Morro da Fumaça ligger 21 meter över havet och antalet invånare är 13 951.
Terrängen runt Morro da Fumaça är platt åt sydväst, men åt nordost är den kuperad. Trakten är tätbefolkad. Närmaste större samhälle är Criciúma, 15,8 km väster om Morro da Fumaça.
Omgivningarna runt Morro da Fumaça är en mosaik av jordbruksmark och naturlig växtlighet.